# Histerosalpingografia

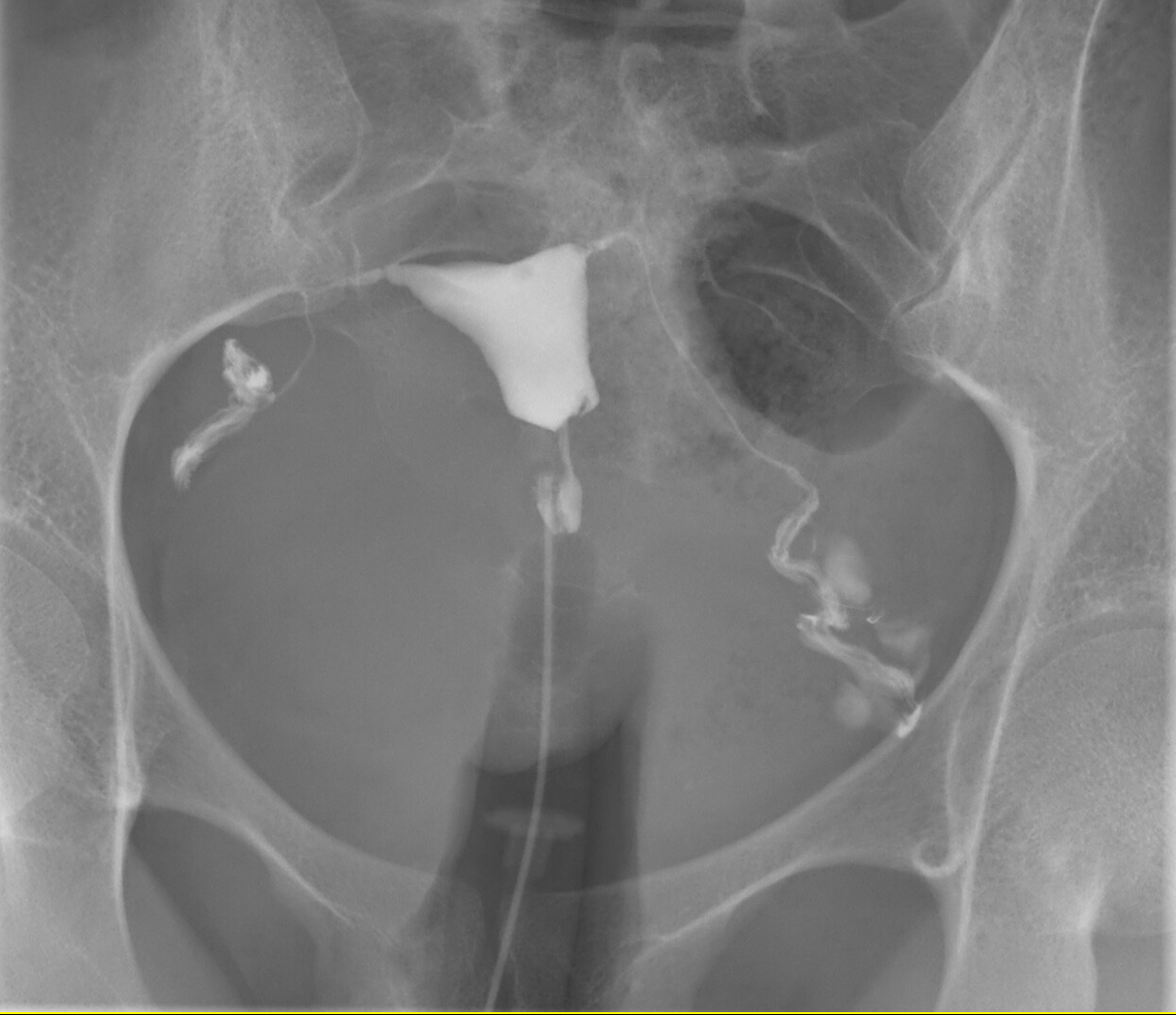
Histerosalpingogram – widać cewnik, zakontrastowaną jamę macicy (ciemny trójkątny obszar) i oba jajowody

Histerosalpingografia, HSG – badanie rentgenowskie mające na celu uwidocznienie jamy macicy i jajowodów.
Technika ta pozwala diagnozować nieprawidłowości budowy macicy i jajowodów. Jest to badanie pierwszego rzutu w diagnostyce niedrożności jajowodów, mogącej być przyczyną niepłodności – jednak nie da się za jego pomocą wykryć endometriozy ani zrostów okołoprzydatkowych, które również mogą powodować niepłodność.
Odmianą histerosalpingografii jest histerografia, która jest ograniczona jedynie do obrazowania jamy macicy, polegająca na wprowadzeniu do niej środka cieniującego za pomocą specjalnej strzykawki. Podczas podawania środek kontrastowy stopniowo wypełnia jamę macicy, jajowód i następnie dostaje się do jamy otrzewnej.